# Chiaki Yamada
Pour les articles homonymes, voir Yamada.
Chiaki Yamada (山田 千愛, Yamada Chiaki), née le 2 août 1966, est une joueuse internationale de football japonaise.

## Biographie
Le 17 octobre 1984, elle fait ses débuts dans l'équipe nationale japonaise contre l'Italie. Elle compte 21 sélections et 3 buts en équipe nationale du Japon de 1984 à 1989.

## Statistiques
Le tableau ci-dessous présente les statistiques de Chiaki Yamada en équipe nationale
| Équipe du Japon | Équipe du Japon | Équipe du Japon |
| Année           | Matchs          | Buts            |
| --------------- | --------------- | --------------- |
| 1984            | 2               | 0               |
| 1985            | 0               | 0               |
| 1986            | 6               | 0               |
| 1987            | 4               | 1               |
| 1988            | 2               | 0               |
| 1989            | 7               | 2               |
| Total           | 21              | 3               |

## Palmarès
- Troisième de la Coupe d'Asie 1989